# تنواين (اوفاس)
تنواين هو دُوَّار يقع بجماعة بني رزين، إقليم شفشاون، جهة طنجة تطوان الحسيمة في المملكة المغربية. ينتمي الدوّار لمشيخة اوفاس التي تضم 3 دواوير. يقدر عدد سكانه بـ 1193 نسمة حسب الإحصاء الرسمي للسكان والسكنى لسنة 2004.

## روابط خارجية
- البوابة الوطنية للجماعات الترابية نسخة محفوظة 12 مارس 2018 على موقع واي باك مشين.
- المندوبية السامية للتخطيط